# 潘忠政
潘忠政（1952年11月4日—），平埔族道卡斯族人，臺灣省立花蓮師範學校畢業，桃園市觀音區新坡國民小學自然科老師退休，台灣獨立運動及環境保護人士，長期投入桃園的環保工作。現為桃園在地聯盟理事長、珍愛藻礁公投領銜人。

## 早年
潘忠政是出生於桃園楊梅富岡客家村會講臺語的道卡斯族後代，祖先來自苗栗縣後龍鎮道卡斯族新港社，初中畢業後考上花蓮師專（今國立東華大學花師教育學院），於1975年退伍後回到教育職場。起初，潘忠政任教於同德國小，熱衷於排球運動，因此帶領學生排球訓練，曾帶著學生奪下桃園縣冠軍，1981年訓練西門國小五年級學生拿下「全國小學女排九人制冠軍」。因為排球機緣而認識家長，自此啟蒙其社會民主主義的思想。
1983年定居桃園沿海觀音區（原觀音鄉）的潘忠政留意到家鄉環境問題，在解嚴後加入民主進步黨啟發下踏上社運之路。他首先加入台灣教師聯盟到全台演講宣揚台灣獨立，後來加入民進黨，當上黨代表、民進黨觀音鄉黨部籌備會主任，投入保護環境社會運動的潘忠政也曾加入荒野保護協會，從事環保社會運動時夥伴也曾遭受黑道威脅恐嚇，在教職期間也曾因此遭時任鄉長批評，並遭督學調查後未果還他清白。
1993年，潘忠政和友人籌組「觀音文化工作陣」，發行社區報。潘忠政於2000年離開觀音文化工作陣，並辭掉教職。

## 近期活動
2007年在行政院農業委員會特有生物研究保育中心副研究員劉靜榆揭露下，發現台灣中油天然氣管線會破壞桃園海岸藻礁。
2008年潘忠政成立「大堀溪文化協會」調查在地文史生態，開始抓環境污染源。為了改善觀音區諸多污染議題，潘忠政參與了防治盜採砂石、防治傾倒廢土與垃圾、河川汙染整治、保護藻礁等議題保護桃園觀音鄉的環境，對於污染環境與破壞環境保護的開發案進行抗爭。
2008年，德商英華威欲在觀音、新屋海岸線廣設風力發電機組，潘忠政與地方團體擔心將大量砍除防風林，因而起身反對。潘忠政說，如果風力發電機組像英華威描述的潔淨、零汙染，請英華威在凱達格蘭大道也設一座，「我就閉嘴」。
2011年，潘忠政開始發動對台灣中油煉油廠搬遷到觀音區的抗爭與提倡保護藻礁的議題，獲得中央研究院院士廖運範、佛教弘誓學院創辦人釋昭慧等人聲援。
2012年潘忠政舉辦的研討會邀請了劉靜榆進行教學，開始瞭解對藻礁的觀察，隨後推動將當時僅列冊追蹤的桃園觀新藻礁列入自然保留區。2013年的藻礁健行活動中，邀請時任民進黨主席蔡英文參與，蔡英文並留下「藻礁永存」四字。2014年，桃園縣政府依《野生動物保育法》將觀新藻礁海域規劃為野生動物保護區。
2018年台灣中油第三天然氣接收站環境評估過關。2020年7月7日潘忠政在經歷多年的環境評估、上百次的記者會說明與拜會蔡英文總統協調失敗，仍無法阻擋歷經國民黨執政與政黨輪替後民進黨執政的台灣中油持續使用沉箱施工傷害藻礁，因反對在桃園建設台灣中油第三天然氣接收站，領銜提出珍愛桃園藻礁公投案。

## 言論及事件
- 2021年4月27日，潘忠政在POP Radio聯播網《POP撞新聞》說，他過去一路支持民進黨，曾經加入建國黨，現在還是中華民國總統兼民主進步黨主席蔡英文的粉絲，但不去理會外界用泛藍或泛綠來解讀他；他主張「不能為『芒果乾』（亡國感）犧牲普世價值」，希望透過珍愛藻礁公投讓人民思考程序正義、永續台灣等議題，否則對不起下一代[12]。

- 2021年8月25日，黃春香家關注組、台灣人權促進會、新北市美麗華開發股份有限公司暨子公司企業工會、民間司法改革基金會、藻礁公投推動聯盟、台灣土地正義行動聯盟、全國傳播媒體產業工會、綠黨、時代力量、人民民主黨等二十多個團體在民進黨中央黨部前舉辦抗議行動。潘忠政表示，搶救藻礁會走上公投之路，正是因為資訊不公開、決策不透明，最後用官派投票部隊強行通過第三天然氣接收站環境影響評估，引燃人民的怒吼；曾經引領弱勢人民等雞蛋對抗高牆的民進黨不見了，現在民進黨變成了台灣史上最堅固的高牆，堂而皇之追殺人民基本權，更利用網軍汙衊醜化追求基本人權及公平正義的人士。潘忠政呼籲大家團結，一起唾棄、摧毀這個嚴重腐化而不自知的民進黨[13][14][15]。

- 2021年10月25日，2021秋鬥啟動記者會，潘忠政說，政府的不公不義必須受到遏阻，錯誤政策必須透過公投才能迫使當權者謙虛面對人民，「看出假民主真相，才能翻轉國家的命運；否則台灣人民永遠跳不出被犧牲、剝奪的宿命」[16]。

- 2021年10月31日，潘忠政說，民進黨不但沒做到對藻礁的承諾，還拿空汙、缺電等對台灣人情緒勒索與洗腦，「說成是我們拿『珍愛藻礁』綁架台灣」；民進黨不斷在說謊、圓謊，民眾會開始不信任民進黨[17]。

- 2021年11月16日，潘忠政認為，珍愛藻礁公投本身就是在政府失職、環評顢頇一連串錯誤下的產物，假設珍愛藻礁公投最後不通過，就代表人民認同了程序不正義、放任政府恣意作為；前環保署副署長詹順貴為行政院三接外推方案辯護的說法，完全背離環保價值，「如果今天提出外推方案的換成是國民黨，你（詹順貴）還會這樣講嗎」[18]。

- 2021年12月3日，四項公投領銜人聯合記者會，潘忠政說，民進黨違背民主，用行政資源宣傳反公投，用假消息混淆視聽；他與重啟核四公投領銜人黃士修對能源政策態度不同，但均抗議民進黨行政不中立[19]。

- 2021年12月10日，2021秋鬥國際人權日記者會，潘忠政說，網軍大量抹黑、人格謀殺的霸凌行為，腐蝕了社會的互信；民進黨不但縱容，或是以攻擊抹黑方式摧毀社會良知者的人格，以鞏固其政權[20]。潘忠政說，過去民進黨主張民主、自由、平等、博愛，如今民進黨站在人民對立面，大家都看得出來「誰變了」[21]。

## 爭議

### 被王浩宇質疑
2021年1月，潘忠政批評，他從事保護藻礁運動「最痛心的是有權者的變節」，當今中央與地方的主官在變節一事上都有份，而民意代表裡面最離譜的是民主進步黨桃園市議員王浩宇「從一開始搶救觀新藻礁時代表現比我們還衝，到搶救大潭藻礁反成為『高牆的鷹犬』霸凌藻礁，翻臉之快令人咋舌」。潘忠政呼籲民眾，支持保護藻礁、罷免王浩宇。
2021年3月，已經被罷免的王浩宇在臉書發文批評潘忠政，「潘忠政要的不是溝通，是要政府聽話。……他所謂的溝通是假的，要政府聽話是真的。只要不完全照他的方向去做，就是背信忘義、環境殺手，這就是潘忠政。對這種人，沒什麼好說的。」3月7日，中國國民黨臺北市議員羅智強表示，潘忠政保護藻礁的理念從未因民進黨執政而改變，卻被王浩宇之流打成「國民黨同路人」。「宅神」朱學恒在臉書開直播諷刺王浩宇，選舉前比環保團體還衝，選舉後背叛環保的速度快如閃電俠，現在成為「討伐環團」急先鋒。
2021年3月8日，王浩宇在臉書公布一段影片，質疑潘忠政經手大潭發電廠編列的藻礁保育預算將近新臺幣七千萬元。潘忠政表示，多年前他受大潭發電廠邀請給予生態工程意見，但未拿工程款的一分一毫利益；王浩宇影射他貪財，形同潑糞、人格謀殺；他要求王浩宇公開完整影片，給各界檢驗。王浩宇說，他並未影射潘忠政，影片提供者是前桃園在地聯盟財務長，連自己人都覺得怪異，他當然也提出疑惑。律師詹順貴在臉書發文表示，海岸保護工程是硬體工程，預算放在資本門，根本不是環保團體可以拿到的，「王浩宇當過議員，要影射之前，總可以先查一下預算書吧，或應該向餵資料給你的人要更完整的證據吧」。3月9日，民主進步黨臺北市議員王世堅在東森新聞台《平論無雙》說，大家很清楚潘忠政是怎樣的人、環保團體是怎樣的人格者，沒有人會相信王浩宇講的話，把他、王浩宇與民進黨三者連結在一起「等於對民進黨和王世堅潑糞」。
3月11日，中國國民黨立法委員鄭麗文批評，民進黨找來已經信用破產的王浩宇對潘忠政潑髒水。王世堅在TVBS頻道《國民大會》說，民進黨有40萬名黨員，王浩宇只是「40萬分之1」，但王浩宇已經是一粒老鼠屎壞了一鍋粥，「我會在我們黨內具體建議，開除這個傢伙！民進黨上上下下，從來沒有誣衊、攻擊過任何環保團體，尤其是潘老師」。
3月12日，潘忠政說，王浩宇誠信備受質疑，相關抹黑指控根本不值得他回應，他比較擔心的是網軍向來不看事實、只知道瘋傳；民進黨頻喊要抓假新聞，現在假新聞擺在眼前，民進黨卻不去約束，指控者也不道歉，「這種現象，執政黨（民進黨）自己要管一管吧」。

### 臉書帳號轉貼性別歧視文章遭限制
3月14日，潘忠政表示，自己的臉書帳號成為「已限制帳號」，30天內不得直播、發廣告；潘忠政質疑是「遭網軍惡意檢舉」所致。王浩宇短時間在臉書連發數篇貼文，稱潘忠政臉書帳號遭限制是因為轉貼影射他是男同志的文章，但否認是他檢舉。王浩宇說，臉書對性別歧視有相關規定，才會將潘忠政帳號停權一個月；他選擇原諒潘忠政，他沒有提告或要求道歉，希望潘忠政別帶風向說是國家機器打壓。潘忠政表示，臉書都還未說明，王浩宇卻能詮釋他遭臉書停權緣由，實在神奇；他並未追蹤王浩宇的臉書帳號，因為王浩宇早已是沒有公信力的人。台灣公民參與協會理事長何宗勳發文聲援潘忠政，對台灣臉書經營者提出四項質疑，即臉書無法保障言論自由、臉書無法保護受言語霸凌者、臉書缺乏對台灣公共性資訊的正確掌握、臉書在台灣獲取高額利潤之時卻無善盡社會責任機制。重啟核四公投領銜人黃士修表示，民進黨側翼是有組織性、計畫性地濫用臉書檢舉機制，臉書演算法只要短時間內接收到大量檢舉，就會先警告或限制該帳號功能；而早在馬英九政府時期，當時在野的民進黨就已開始透過此方式打壓異己，「21世紀的台灣還能看到如此反民主、反人權、反自由的手段，悲哀至極」。
3月15日，國民黨立委費鴻泰召開記者會，將臉書詮釋為民進黨的打手；臉書則發表聲明，潘忠政濫用臉書服務，違反社群守則，尤其是「維護包含兒童、性別等族群的網路安全」，才限制潘忠政帳號權限。。

### 公開宣稱擁核派也有環境保護意識
2021年3月4日, 藻礁公投在獲得國民黨聲援後，聲量大幅提升，外界關心，未來環團能否和擁核立場的國民黨切割？潘忠政說，藻礁議題需要別人幫忙，就算是擁核派也有環境保護意識，他們沒有理由拒絕別人幫忙，如果有人要藉此政治操作，動機非常可疑。

### 質疑台電取消開發高原天然氣電廠
2021年3月15日，立法院衛環委員會參訪桃園藻礁，並邀請潘忠政一同與會。會中，潘忠政表示，就算不建三接，也有不燒煤的選擇，就是重啟「高原天然氣電廠」。該計畫原先預計在桃園龍潭高原村建立新電廠，2006年消息一出遭在地人士反對。2016年重啟計畫，再次遭反對。對照過去，潘忠政在2017年曾表示，台電要將電廠蓋在龍潭，「這個政府的國營企業一定是哪個部位出大問題。」

## 外部連結
- 潘忠政的Facebook專頁
- YouTube上的潘忠政頻道